# Didymaotus lapidiformis
Didymaotus lapidiformis är en isörtsväxtart som först beskrevs av Hermann Wilhelm Rudolf Marloth, och fick sitt nu gällande namn av Nicholas Edward Brown. Didymaotus lapidiformis ingår i släktet Didymaotus och familjen isörtsväxter. Inga underarter finns listade i Catalogue of Life.